# محمد بوعزیزی
طارق طیب محمد بن بوعزیزی (۲۹ مارس ۱۹۸۴ – ۴ ژانویه ۲۰۱۱) دستفروش تونسی بود که در ۱۷ دسامبر ۲۰۱۰ در اعتراض به توقیف کالاهایش و تحقیری که یک مأمور زن شهرداری به او روا داشته بود خود را در مقابل ساختمان شهرداری به آتش کشید. اقدام بوعزیزی آغازگر انقلابی در تونس شد که به حکومت ۲۳ سالهٔ زین‌العابدین بن علی بر این کشور پایان بخشید.
پس از آن‌که خودسوزی بوعزیزی توانست به سرنگونی حکومت بن علی بینجامد. چندین مرد دیگر در سایر کشورهای عربی چون مصر، الجزایر و موریتانی نیز به تقلید از بوعزیزی به خودسوزی دست زدند. اقدام بوعزیزی بحث‌هایی را در محافل مذهبی هم برانگیخت. یوسف قرضاوی فقیه مصری در اظهاراتی همدردانه با بوعزیزی، وی و افراد دیگری را که به تأسی از او دست به خودکشی زده‌اند قربانی تبعیضات اجتماعی خواند و مسئولیت مرگ آن‌ها را بر عهدهٔ حاکمان کشورهایشان دانست. اما الازهر، معتبرترین دانشگاه اسلامی اهل سنت، در اعلامیه‌ای تأکید کرد که خودکشی در اسلام ممنوع است حتی اگر بخشی از اعتراضات سیاسی و اجتماعی باشد.
در مصر، عبدو عبدالمنعم جعفر، یک رستوران‌دار ۴۹ ساله خود را در مقابل پارلمان مصر به آتش کشید.

## زندگی
محمّد بوعزیزی ملقب به بوسبی جوانی تونسی از یک خانواده ۹ نفره بود. پدرش کارگری بود که در لیبی کار می‌کرد و هنگامی که محمد سه ساله بود درگذشت. محمد دوره دانش‌آموزی را در مدرسه‌ای در روستای سید صالح گذراند و از ۱۰ سالگی مجبور شد به کارگری بپردازد و سپس تحصیل را برای این که ساعات بیشتری کار کند ترک نمود برخی منابع یادآوری می‌کنند که او مدرک دانشگاهی گرفته ولی خواهرش سامیه گفت که او نتوانست تحصیلات متوسطه‌اش را هم به اتمام برساند.
مادر محمد می‌گوید که او تلاش کرد که به ارتش بپیوندد ولی موفق نشد و دنبال کارهای دیگری رفت ولی در آن‌ها نیز موفق نگردید. محمد سرپرستی خانواده‌اش را بعهده داشت و درآمد ماهانه‌اش حدود ۱۴۰ دلار بود که عمده آن از فروش سبزی و میوه در خیابان‌های سیدی بوزید به‌دست می‌آمد.

## واقعه

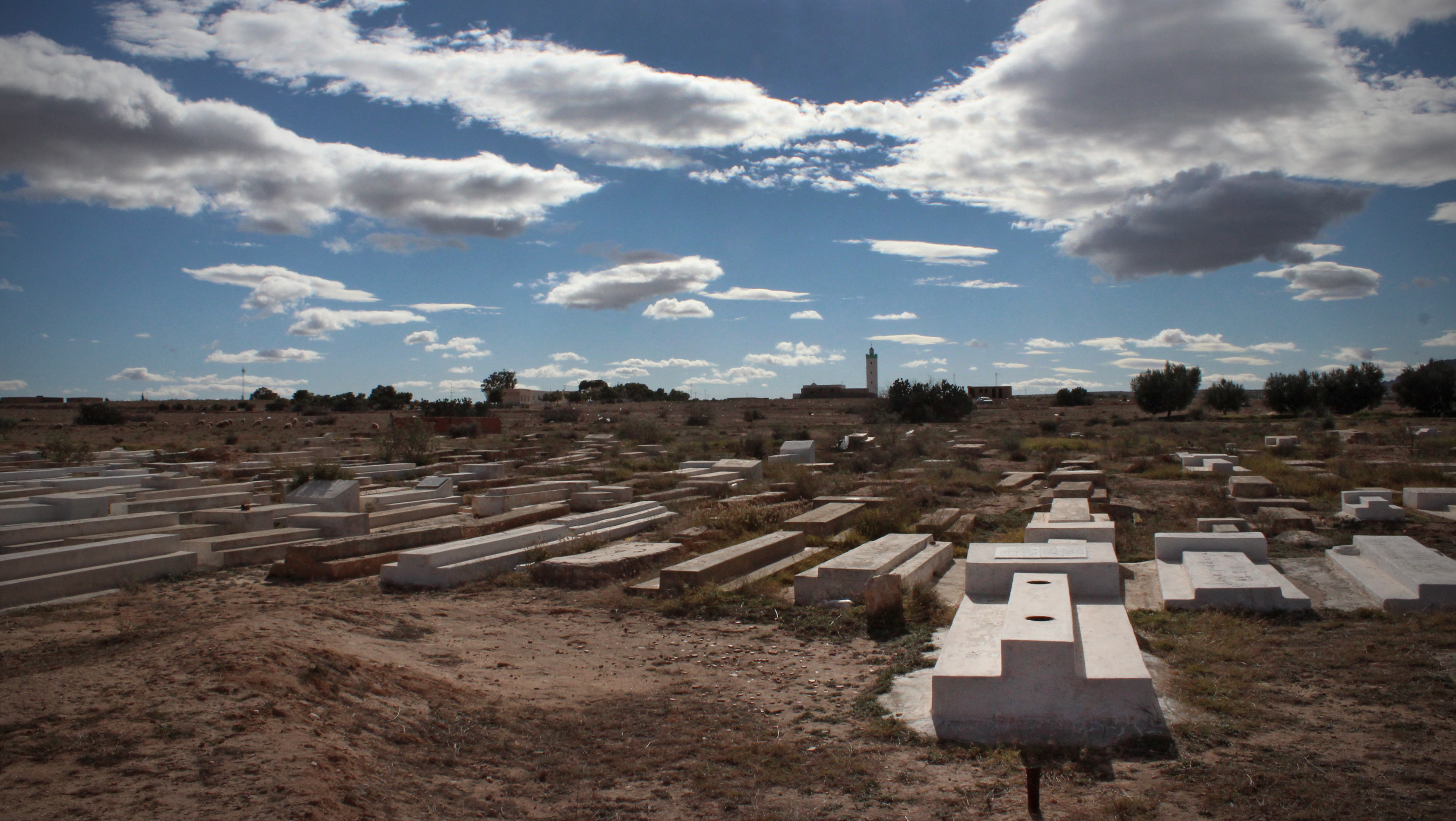
شهر محل زندگی طارق طیب محمد بن بوعزیزی

مأموران پلیس صبح روز جمعه ۱۷ دسامبر ۲۰۱۰ گاری میوه فروشی محمد بوعزیزی را که تلاش می‌کرد راه خودش را به سمت بازار میوه فروشی باز کند مورد حمله قرار داده و تلاش کردند اجناس او را مصادره کنند. عموی بوعزیزی که شاهد ماجرا بود برای نجات برادرزاده اش اقدام نمود و تلاش کرد که مأموران پلیس را قانع کند که به محمد اجازه بدهند تا برای کسب روزی به سمت بازار برود و مأمور نیز قبول کرد و از مأمور فادیه حمدی که بوعزیزی را به همراه دو پلیس دیگر بازداشت کرده بود خواست که او را آزاد کنند که او هم پذیرفت ولی بعداً مأموری فادیه حمدی مجدداً به سمت بازار رفته و شروع به مصادره اجناس بوعزیزی کرد که بوعزیزی به او اعتراض کرد و مأمور پلیس هم با باتون او را مورد ضرب و شتم قرار داده و با کمک دو مأمور دیگر او را روی زمین خوابانده و پولهایش را نیز گرفتند. مأمور پلیس زن سپس در مقابل حدود ۵۰ نفری که در محل حضور داشتند یک سیلی به صورت بوعزیزی نواخت که باعث شد بوعزیزی از شدت خجالت به گریه بیفتد. آنطور که فروشندگان و سایر شاهدان صحنه گواهی داده‌اند بوعزیزی فریاد زد که چرا چنین برخوردی با من می‌کنی؟ من یک آدم معمولی هستم و فقط می‌خواهم کار کنم.
بوعزیزی تلاش کرد که با یکی از مسئولان دیدار کند ولی فایده‌ای نداشت سپس به بازار برگشت و به فروشندگان دیگر گفت که خودش را آتش خواهد زد ولی آن‌ها حرف او را جدی نگرفتند. بوعزیزی مقابل ساختمان شهرداری ایستاد و روی خودش تینر ریخت و آن را آتش زد، آتش شعله‌ور شد و مردم به‌سرعت اقدام به خاموش کردن آتش با کپسول‌های آتش‌نشانی که خالی بودند کردند. با پلیس تماس گرفتند ولی کسی نیامد. آمبولانس نیز بعد از یک و نیم ساعت رسید تا او را به بیمارستان منتقل کند. در این بیمارستان بود که زین العابدین بن علی جهت آرام کردن اوضاع و فرونشاندن خشم مردمی به دیدار بوعزیزی رفت. از طرف دیگر، مأمور پلیس نیز زدن سیلی به صورت بوعزیزی را انکار و بر بیگناهی خودش اصرار می‌ورزید.

## رویدادهای تقلیدی
|    | نام                  | محل اقامت | تاریخ خودسوزی  | تاریخ مرگ      | منبع          |
| -- | -------------------- | --------- | -------------- | -------------- | ------------- |
| ۱  | محسن بوطرفیف         | بوخضره    | ۱۳ ژانویه ۲۰۱۱ | ۱۶ ژانویه ۲۰۱۱ | [ ۵ ]         |
| ۲  | عویشیه محمد          | برج منایل | ۱۵ ژانویه ۲۰۱۱ | —              | [ ۶ ]         |
| ۳  | بوبکر بویدن          | جیجل      | ۱۵ ژانویه ۲۰۱۱ | —              | [ ۷ ]         |
| ۴  | معامیر لطفی          | الواد     | ۱۶ ژانویه ۲۰۱۱ | —              | [ ۸ ]         |
| ۵  | سنوسی توات           | مستغانم   | ۱۶ ژانویه ۲۰۱۱ | —              | [ ۶ ]         |
| ۶  | یعقوب ولد دحود       | تجکجه     | ۱۷ ژانویه ۲۰۱۱ | ۲۲ ژانویه ۲۰۱۱ | [ ۶ ]         |
| ۷  | عبده عبدالمنعم حماده | قنطره     | ۱۷ ژانویه ۲۰۱۱ | —              | [ ۶ ] [ ۹ ]   |
| ۸  | محمد فاروق حسن       | قاهره     | ۱۸ ژانویه ۲۰۱۱ | —              | [ ۱۰ ]        |
| ۹  | احمد هاشم السید      | اسکندریه  | ۱۸ ژانویه ۲۰۱۱ | ۱۸ ژانویه ۲۰۱۱ | [ ۱۱ ] [ ۱۲ ] |
| ۱۰ | محمد عاشور سرور      | قاهره     | ۱۸ ژانویه ۲۰۱۱ | —              | [ ۱۱ ]        |
| ۱۱ | نامشخص               | جازان     | ۲۰ ژانویه ۲۰۱۱ | ۲۱ ژانویه ۲۰۱۱ | [ ۱۳ ] [ ۱۴ ] |
| ۱۲ | نامشخص               | دمام      | ۲۴ ژانویه ۲۰۱۱ | —              | [ ۱۵ ]        |
| ۱۳ | حسن علی عقله         | الحسکه    | ۲۶ ژانویه ۲۰۱۱ | ۲۶ ژانویه ۲۰۱۱ | [ ۱۶ ] [ ۱۷ ] |